# Hockey World League 2012-13 (vrouwen), finale
De finale van de Hockey World League 2012-13 (vrouwen) werd gehouden van 30 november tot en met 8 december 2013. Het was de eerste editie van het toernooi en had plaats in het Argentijnse San Miguel de Tucumán. Nederland won het toernooi.

## Kwalificatie
Gastland Argentinië was direct gekwalificeerd. De overige zeven landen plaatsten zich via de halve finale.
| Data            | Evenement                         | Locatie              | Quota    | Gekwalificeerd                               |
| --------------- | --------------------------------- | -------------------- | -------- | -------------------------------------------- |
|                 | Gastland                          | Gastland             | 1        | Argentinië                                   |
| 13–22 juni 2013 | Hockey World League, halve finale | Nederland, Rotterdam | 3 of 4 1 | Duitsland Nederland Zuid-Korea Nieuw-Zeeland |
| 22–30 juni 2013 | Hockey World League, halve finale | Engeland, Londen     | 3 of 4 1 | Australië Engeland China                     |
| Totaal          | Totaal                            | Totaal               | 8        |                                              |

1 Omdat Argentinië bij de eerste vier eindigde, gingen alle landen uit de top vier van elke halve finale naar de finale.

## Uitslagen

### Eerste ronde
Alle tijden zijn in lokale tijd (UTC−3)

#### Groep A
| Team       | GS | W | G | V | DV | DT | DS | Ptn |
| ---------- | -- | - | - | - | -- | -- | -- | --- |
| Nederland  | 3  | 3 | 0 | 0 | 12 | 3  | +9 | 9   |
| Engeland   | 3  | 2 | 0 | 1 | 11 | 6  | +5 | 6   |
| Zuid-Korea | 3  | 0 | 1 | 2 | 5  | 11 | −6 | 1   |
| Duitsland  | 3  | 0 | 1 | 2 | 3  | 11 | −8 | 1   |

| 30 november 2013 09:00 |         |            |                                                        |
| Engeland               | 6 – 2   | Zuid-Korea | Scheidsrechters: Mariana Reydo (ARG) Amy Hassick (USA) |
|                        | verslag |            | Scheidsrechters: Mariana Reydo (ARG) Amy Hassick (USA) |

| 30 november 2013 11:30 |         |           |                                                          |
| Nederland              | 6 – 0   | Duitsland | Scheidsrechters: Annabelle Willox (WAL) Lisa Roach (AUS) |
|                        | verslag |           | Scheidsrechters: Annabelle Willox (WAL) Lisa Roach (AUS) |

| 1 december 2013 09:00 |         |           |                                                                |
| Engeland              | 2 – 3   | Nederland | Scheidsrechters: Kelly Hudson (NZL) Soledad Iparraguirre (ARG) |
|                       | verslag |           | Scheidsrechters: Kelly Hudson (NZL) Soledad Iparraguirre (ARG) |

| 1 december 2013 11:30 |         |            |                                                             |
| Duitsland             | 2 – 2   | Zuid-Korea | Scheidsrechters: Frances Block (ENG) Annelize Rostron (RSA) |
|                       | verslag |            | Scheidsrechters: Frances Block (ENG) Annelize Rostron (RSA) |

| 3 december 2013 09:00 |         |            |                                                           |
| Nederland             | 3 – 1   | Zuid-Korea | Scheidsrechters: Annelize Rostron (RSA) Amy Hassick (USA) |
|                       | verslag |            | Scheidsrechters: Annelize Rostron (RSA) Amy Hassick (USA) |

| 3 december 2013 11:30 |         |          |                                                            |
| Duitsland             | 1 – 3   | Engeland | Scheidsrechters: Mariana Reydo (ARG) Kang Hyun-Young (KOR) |
|                       | verslag |          | Scheidsrechters: Mariana Reydo (ARG) Kang Hyun-Young (KOR) |

#### Groep B
| Team          | GS | W | G | V | DV | DT | DS | Ptn |
| ------------- | -- | - | - | - | -- | -- | -- | --- |
| Australië     | 3  | 2 | 1 | 0 | 11 | 3  | +8 | 7   |
| Argentinië    | 3  | 2 | 1 | 0 | 6  | 3  | +3 | 7   |
| China         | 3  | 1 | 0 | 2 | 4  | 8  | −3 | 3   |
| Nieuw-Zeeland | 3  | 0 | 0 | 3 | 2  | 9  | −7 | 0   |

| 30 november 2013 18:30 |         |       |                                                                    |
| Nieuw-Zeeland          | 0 – 2   | China | Scheidsrechters: Soledad Iparraguirre (ARG) Fanneke Alkemade (NED) |
|                        | verslag |       | Scheidsrechters: Soledad Iparraguirre (ARG) Fanneke Alkemade (NED) |

| 30 november 2013 21:00 |         |           |                                                            |
| Argentinië             | 1 – 1   | Australië | Scheidsrechters: Kang Hyun-Young (KOR) Frances Block (ENG) |
|                        | verslag |           | Scheidsrechters: Kang Hyun-Young (KOR) Frances Block (ENG) |

| 1 december 2013 18:30 |         |       |                                                             |
| Australië             | 5 – 1   | China | Scheidsrechters: Fanneke Alkemade (NED) Mariana Reydo (ARG) |
|                       | verslag |       | Scheidsrechters: Fanneke Alkemade (NED) Mariana Reydo (ARG) |

| 1 december 2013 21:00 |         |            |                                                     |
| Nieuw-Zeeland         | 1 – 2   | Argentinië | Scheidsrechters: Lisa Roach (AUS) Amy Hassick (USA) |
|                       | verslag |            | Scheidsrechters: Lisa Roach (AUS) Amy Hassick (USA) |

| 3 december 2013 18:30 |         |               |                                                                    |
| Australië             | 5 – 1   | Nieuw-Zeeland | Scheidsrechters: Annabelle Willox (WAL) Soledad Iparraguirre (ARG) |
|                       | verslag |               | Scheidsrechters: Annabelle Willox (WAL) Soledad Iparraguirre (ARG) |

| 3 december 2013 21:00 |         |       |                                                      |
| Argentinië            | 3 – 1   | China | Scheidsrechters: Kelly Hudson (NZL) Lisa Roach (AUS) |
|                       | verslag |       | Scheidsrechters: Kelly Hudson (NZL) Lisa Roach (AUS) |

### Tweede ronde

#### Kwartfinale
| 5 december 2013 09:00 |         |               |                                                          |
| Nederland             | 1 – 0   | Nieuw-Zeeland | Scheidsrechters: Mariana Reydo (ARG) Frances Block (ENG) |
|                       | verslag |               | Scheidsrechters: Mariana Reydo (ARG) Frances Block (ENG) |

| 5 december 2013 11:30 |         |           |                                                           |
| Australië             | 1 – 1   | Duitsland | Scheidsrechters: Amy Hassick (USA) Fanneke Alkemade (NED) |
|                       | verslag |           | Scheidsrechters: Amy Hassick (USA) Fanneke Alkemade (NED) |
| Shoot-out             |         |           | Scheidsrechters: Amy Hassick (USA) Fanneke Alkemade (NED) |
|                       | 4 – 2   |           | Scheidsrechters: Amy Hassick (USA) Fanneke Alkemade (NED) |

| 5 december 2013 18:30 |         |       |                                                               |
| Engeland              | 1 – 0   | China | Scheidsrechters: Annelize Rostron (RSA) Kang Hyun-Young (KOR) |
|                       | verslag |       | Scheidsrechters: Annelize Rostron (RSA) Kang Hyun-Young (KOR) |

| 5 december 2013 21:00 |         |            |                                                            |
| Argentinië            | 3 – 1   | Zuid-Korea | Scheidsrechters: Kelly Hudson (NZL) Annabelle Willox (WAL) |
|                       | verslag |            | Scheidsrechters: Kelly Hudson (NZL) Annabelle Willox (WAL) |

#### Kruisingswedstrijden
Om plaatsen 5-8
| 7 december 2013 09:00 |         |            |                                                                |
| Nieuw-Zeeland         | 3 – 1   | Zuid-Korea | Scheidsrechters: Annelize Rostron (RSA) Fanneke Alkemade (NED) |
|                       | verslag |            | Scheidsrechters: Annelize Rostron (RSA) Fanneke Alkemade (NED) |

| 7 december 2013 11:30 |         |           |                                                               |
| China                 | 3 – 1   | Duitsland | Scheidsrechters: Kang Hyun-Young (KOR) Annabelle Willox (WAL) |
|                       | verslag |           | Scheidsrechters: Kang Hyun-Young (KOR) Annabelle Willox (WAL) |

Halve finales
| 7 december 2013 18:30 |         |           |                                                                |
| Engeland              | 0 – 3   | Australië | Scheidsrechters: Soledad Iparraguirre (ARG) Kelly Hudson (NZL) |
|                       | verslag |           | Scheidsrechters: Soledad Iparraguirre (ARG) Kelly Hudson (NZL) |

| 7 december 2013 21:00 |         |            |                                                       |
| Nederland             | 2 – 2   | Argentinië | Scheidsrechters: Lisa Roach (AUS) Frances Block (ENG) |
|                       | verslag |            | Scheidsrechters: Lisa Roach (AUS) Frances Block (ENG) |
| Shoot-out             |         |            | Scheidsrechters: Lisa Roach (AUS) Frances Block (ENG) |
|                       | 3 – 2   |            | Scheidsrechters: Lisa Roach (AUS) Frances Block (ENG) |

#### Plaatsingswedstrijden
Om de 7e/8e plaats
| 8 december 2013 09:00 |         |           |                                                             |
| Zuid-Korea            | 4 – 7   | Duitsland | Scheidsrechters: Fanneke Alkemade (NED) Mariana Reydo (ARG) |
|                       | verslag |           | Scheidsrechters: Fanneke Alkemade (NED) Mariana Reydo (ARG) |

Om de 5e/6e plaats
| 8 december 2013 11:30 |         |       |                                                            |
| Nieuw-Zeeland         | 1 – 0   | China | Scheidsrechters: Kang Hyun-Young (KOR) Frances Block (ENG) |
|                       | verslag |       | Scheidsrechters: Kang Hyun-Young (KOR) Frances Block (ENG) |

Om de 3e/4e plaats
| 8 december 2013 18:30 |         |            |                                                     |
| Engeland              | 1 – 1   | Argentinië | Scheidsrechters: Amy Hassick (USA) Lisa Roach (AUS) |
|                       | verslag |            | Scheidsrechters: Amy Hassick (USA) Lisa Roach (AUS) |
| Shoot-out             |         |            | Scheidsrechters: Amy Hassick (USA) Lisa Roach (AUS) |
|                       | 4 – 2   |            | Scheidsrechters: Amy Hassick (USA) Lisa Roach (AUS) |

Finale
| 8 december 2013 21:00 |         |           |                                                                |
| Australië             | 1 – 5   | Nederland | Scheidsrechters: Soledad Iparraguirre (ARG) Kelly Hudson (NZL) |
|                       | verslag |           | Scheidsrechters: Soledad Iparraguirre (ARG) Kelly Hudson (NZL) |

## Eindstand
1. Nederland
2. Australië
3. Engeland
4. Argentinië
5. Nieuw-Zeeland
6. China
7. Duitsland
8. Zuid-Korea